# Albert J. Hopkins
Albert J. Hopkins (Cortland, 1846. augusztus 15. – Aurora, 1922. augusztus 23.) az Amerikai Egyesült Államok szenátora (Illinois, 1903–1909).